# Kanton Briançon-Sud
Der Kanton Briançon-Sud war von 1973 bis 2015 ein französischer Wahlkreis im Arrondissement Briançon,  im Département Hautes-Alpes und in der Region Provence-Alpes-Côte d’Azur. Er umfasste vier Gemeinden und einen Teil des Hauptortes (französisch chef-lieu) war Briançon. Die landesweiten Änderungen in der Zusammensetzung der Kantone brachten im März 2015 seine Auflösung.

## Gemeinden
| Gemeinde              | Einwohner (Stand: 2022) | Code postal | Code Insee |
| --------------------- | ----------------------- | ----------- | ---------- |
| Briançon              | 7316*                   | 05100       | 05023      |
| Cervières             | 189                     | 05100       | 05027      |
| Puy-Saint-André       | 471                     | 05100       | 05107      |
| Puy-Saint-Pierre      | 517                     | 05100       | 05109      |
| Villar-Saint-Pancrace | 1433                    | 05100       | 05183      |

(*) Teilbereich. Die Einwohnerzahl betrifft den zum Kanton gehörenden Teil der Gemeinde.